# Modelo de referência conceitual CIDOC
O Modelo de Referência Conceitual CIDOC é um padrão internacional (ISO 21127: 2014), para o intercâmbio controlado de informações sobre patrimônio cultural, galerias, bibliotecas, arquivos, museus (GLAMs) e outras instituições culturais. Seu uso é incentivado para melhorar a acessibilidade das informações e relacioná-las entre as instituições.

## História
O CIDOC CRM surgiu do CIDOC Documentation Standards Group no Comitê Internacional de Documentação do Conselho Internacional de Museus. Até 1994, o trabalho se concentrou no desenvolvimento de um modelo entidade-relacionamento para informações de museus, no entanto, em 1996, a abordagem mudou para modelagem orientada em objetos metodologias, resultando no primeiro "Modelo de Referência Conceitual CIDOC (CRM)" em 1999. O processo de padronização do CIDOC CRM teve início do ano de 2000 e foi concluído em 2006 com sua aceitação como padrão ISO 21127.

## Objetivos
O objetivo geral do CIDOC CRM é fornecer um modelo de referência e um padrão de informação que museus e outras instituições de patrimônio cultural possam usar para descrever suas coleções e entidades comerciais relacionadas, para melhorar o compartilhamento de informações.
O CIDOC Conceptual Reference Model (CRM) fornece definições e uma estrutura formal para descrever os conceitos e relacionamentos implícitos e explícitos usados na documentação do patrimônio cultural ... para promover um entendimento compartilhado das informações do patrimônio cultural, fornecendo uma estrutura semântica comum e extensível sobre qualquer informação sobre o patrimônio cultural podem ser mapeadas. Pretende ser uma linguagem comum para especialistas e implementadores de domínio formularem requisitos para sistemas de informação e servir como um guia para boas práticas de modelagem conceitual. Dessa forma, pode fornecer a "cola semântica" necessária para fazer a mediação entre as diferentes fontes de informação do patrimônio cultural, como as publicadas por museus, bibliotecas e arquivos.
Ao adotar a semântica formal para o CIDOC CRM, as pré-condições para máquina a máquina interoperabilidade e integração foram estabelecidas. Assim, CIDOC CRM está bem posicionado para tornar-se um padrão de informações e modelo de referência importante para semântica Web iniciativas, e serve como uma guia para os dados , ou base de dados , modelando um modo mais geral. Tecnicamente falando, o CIDOC CRM se presta a aplicativos de software que usam amplamente XML e RDF. Muitas instituições de patrimônio cultural estão investigando ou construindo aplicativos que usam o CIDOC CRM.
Após a padronização bem-sucedida do CIDOC CRM, uma nova iniciativa, FRBRoo , foi iniciada em 2006 para harmonizá-lo com os Requisitos Funcionais para Registros Bibliográficos (FRBR). O objetivo desta iniciativa é "fornecer uma ontologia formal destinada a capturar e representar a semântica subjacente à informação bibliográfica e a facilitar a integração, mediação e intercâmbio de informação bibliográfica e museológica."

## Ontologia
O "Modelo de referência conceitual orientado a objetos CIDOC" (CRM) é uma ontologia de domínio , mas inclui sua própria versão de uma ontologia superior.
As classes principais cobrem:
Espaço-tempo
Inclui título / identificador, local, época / período, intervalo de tempo e relação com itens persistentes
Eventos
Unclui título / identificador, início / fim da existência, participantes (pessoas, individualmente ou em grupos), criação / modificação de coisas (físicas ou conceituais) e relação com itens persistentes
Coisas materiais
Unclui título / identificador, local, o objeto de informação que a coisa material carrega, relações de parte e relação com itens persistentes
Coisas imateriais
Unclui título / identificador, objetos de informação (proposicionais ou simbólicos), coisas conceituais e relações de parte
Exemplos de definições:
Item Persistente
Um item físico ou conceitual que tem uma identidade persistente reconhecida durante a duração de sua existência por sua identificação e não por sua continuidade ou observação. Um item persistente é comparável a um endurante.
Entidade Temporal
Inclui eventos, eras / períodos e estados de condição que acontecem em uma extensão limitada no tempo e são separados com o Item Persistente. Uma entidade temporal é comparável a um perdurant .
Objeto Proposicional
Um conjunto de afirmações sobre coisas reais ou imaginárias.
Objeto Simbólico
Um signo / símbolo ou uma agregação de signos / símbolos.

## Implementações e sistemas CIDOC CRM
- O CIDOC CRM foi implementado em OWL DL como Erlangen CRM / OWL (ECRM)
- O ECRM (e, portanto, o CIDOC CRM) é amplamente utilizado no sistema WissKI, um baseado em ontologia ambiente de pesquisa virtual para o gerenciamento de dados de pesquisa primária na área de patrimônio cultural como dados vinculados.